# جائزة أفضل مصور غذاء
جائزة أفضل مصور غذاء أو جائزة مصور غذاء العام هي مجموعة من الجوائز التي تقدمها شركة فوود أورد بالتعاون مع راعي المسابقة بينك ليدي أبل. تقدم الجائزة للمصورين الهواة والمحترفين. تدعم الجائزة العديد من الأعمال الخيرية مثل جمعية العمل ضد الجوع، منظمة مساعدات إنسانية متخصصة في إنقاذ حياة الأطفال الذين يعانون من سوء التغذية في أفقر دول العالم وجمعية الأطفال في مستشفى جريت أورموند ستريت الخيرية.

## الجائزة
تغطي الجائزة مجموعة متنوعة من تطبيقات التصوير الغذائي، بما في ذلك التصوير، التحرير، الإعلان والمدوّنات الشخصية.
تضم لجنة التحكيم الخاصة بالجائزة شخصيات بارزة في مجال التصوير الفوتوغرافي والصناعات الغذائية، مثل عازف الجيتار اليكس جيمس، مقدم البرامج التلفزيونية وناقد الطعام في مجلة ذا أوبزرفر جاي راينر، الشيف جيمس مارتن كذلك مسئولي مطاعم توم أيكنز، أنطونيو كارلوتشيو، بيل جرانجر وبرو ليث.
تشمل الجائزة الفئات التالية:
- الغذاء ومكانه، للصور التي تحتفي بالجوهر الجغرافي للغذاء.
- الطعام في الشارع.
- أطعمة الاحتفالات.
- الفئات التذكارية مثل جائزة فيليب هاربن للطعام، تقام في ذكرى فيليب هاربن، أول رئيس طهاة في المملكة المتحدة.[3]

شارك في عام 2013 أكثر من 5500 مشارك من 140 دولة. تم اعطاء الجائزة من قبل شركة فوود أورد، هي شركة استشارية في مجال صناعة الأغذية.

## الفائز عام 2013
فازت ألكساندرينا بادوريتو مصورة هاوية من رومانيا بجائزة عام 2013.
تم منح 5000 جنيه إسترليني للمركز الأول في عام 2013. يحصل الفائزون في الفئة الفردية على كأس ومعدات للكاميرا وغيرها من العناصر ذات الصلة. يتم عرض جميع الأعمال المشاركة في معرض ذا مول قبل حفل توزيع الجوائز في لندن، إنجلترا.

## وصلات خارجية
- الموقع الرسمي للجائزة.
- تأثير دخول كلاوس اينواغر على رئيس اللجنة جاي راينر.
- شركة فوود أورد
- معرض الصور

فيديوهات
- جولة في معرض الصور عام 2014- اليوتيوب
- جولة في معرض الصور عام 2015- اليوتيوب
- حفل توزيع الجوائز عام 2017- اليوتيوب
- جولة في معرض الصور عام 2018- اليوتيوب